# 王芮 (カーリング選手)
王 芮（おう ぜい、簡: 王芮、繁: 王芮、拼音: Wáng Ruì ワン・ルイ、1995年2月9日 - ）は、中華人民共和国のカーリング選手。2018年平昌オリンピック、2022年北京オリンピック代表。

## 経歴

### ジュニア
パシフィックアジアジュニア選手権に4回出場し、チームは2011年に4位、2012年に銅メダル、2014年と2015年に銀メダルを獲得。

### 一般転向後
初めて中国代表となったのは、2014年3月に開催された2014年世界女子カーリング選手権に出場した時だった。劉斯佳がスキップを務めた。ポジションはセカンドでプレーし、ラウンドロビンを6勝5敗で終え、7位でプレーオフには出場できなかった。また、11月の2014年パシフィックアジアカーリング選手権に中国代表のリードとして出場、金メダルを獲得した。これにより、チームは2015年世界女子カーリング選手権への出場権を獲得した。2015年3月に行われた世界女子選手権ではラウンドロビンを7勝4敗で終え、プレーオフ出場かけたタイブレークでスコットランドに敗れ、ラウンドロビン敗退。
2015-16年シーズン、2015年パシフィックアジアカーリング選手権に出場し、銅メダル。2016年4月、巴德鑫とペアを組み、2016年世界混合ダブルス選手権に中国代表として出場、グループで2位通過でプレーオフ進出。決勝でロシアに敗れたが銀メダルを獲得。
2016-17年シーズン、冬季アジア大会に中国代表として出場、金メダルを獲得。2017年3月、2017年世界女子カーリング選手権に中国代表として出場したが11位に終わる。
2017-18年シーズン、2018年平昌オリンピックの混合ダブルスに中国代表として出場し、5位に終わった。
2018-19年シーズン、ポジションをスキップに変更し中国代表として2019年世界女子カーリング選手権出場をかけた世界最終予選に出場し優勝、世界選手権への出場権を獲得した。世界選手権ではラウンドロビンを7勝5敗でプレーオフに進出したが、準々決勝でスイスに敗れた。
2021-22年シーズン、自国開催の2022年北京オリンピックに中国代表としてサードで出場したが7位に終わった。

## 戦績

### 中国代表

#### 4人制
- 冬季オリンピック
  - 2022年北京（ 中国）- 7位

- 世界女子カーリング選手権
  - 2014年セントジョン（ カナダ）- 7位
  - 2015年札幌（ 日本）- 5位
  - 2017年北京（ 中国）- 11位
  - 2018年ノースベイ（ カナダ）- 7位
  - 2019年シルケボー（ デンマーク）- 6位
- パシフィックアジアカーリング選手権
  - 2014年軽井沢（ 日本）-  金メダル
  - 2015年アルマトイ（ カザフスタン）-  銅メダル
  - 2018年江陵（ 韓国）-  銅メダル
- 冬季アジア大会
  - 2017年札幌（ 日本）-  金メダル
- パシフィックアジアジュニアカーリング選手権
  - 2011年ネイズビー（英語版）（ ニュージーランド）- 4位
  - 2012年全州（英語版）（ 韓国）-  銅メダル
  - 2014年ハルビン（英語版）（ 中国）-  銀メダル
  - 2015年ネイズビー（英語版）（ ニュージーランド）-  銀メダル

#### 混合ダブルス
- 冬季オリンピック
  - 2018年平昌（ 韓国）- 4位
- 世界選手権
  - 2016年カールスタード（英語版）（ スウェーデン）-  銀メダル
  - 2017年レスブリッジ（英語版）（ カナダ）-  銅メダル